# Joanne Missingham
Joeanne Missingham, nota anche con lo pseudonimo di Hei Jiajia (cinese: 黑嘉嘉; Wade–Giles: Hei Chia Chia; Brisbane, 26 maggio 1994), è una goista taiwanese di origine australiana. È il primo giocatore di origine australiana a ottenere una certificazione professionistica nel go.
Oltre a vincere diversi titoli femminili nazionali, nel 2010 si è classificata seconda nella Coppa Qionglongshan Bingsheng e ha vinto il 1º torneo Taiwan Wei-ch'i Association Women's Professionals Representative Right Ranking, mentre nel 2018 è arrivata seconda alla prima edizione della coppa SENKO.

## Biografia
Nata in Australia da padre australiano e madre taiwanese, si è trasferita a Taiwan all'età di quattro anni. Qui Missingham ha studiato sotto la guida del goista professionista Zhou Keping e si è poi trasferita a San Diego nel 2005 con la sua famiglia.
Nel 2008 ha raggiunto il secondo posto nel torneo di promozione delle professioniste cinesi, ottenendo la qualifica di professionista cinese, il primo australiano a diventare professionista di go. Nello stesso anno ha raggiunto i quarti di finale della competizione goistica ai World Mind Sports Games, in cui competeva come rappresentante dell'Australia.
Nel 2010 è diventata un membro di 1 dan del Taiwan Chi Yuan, adottando a livello professionale il cognome della madre e il proprio nome cinese, Hei Jiajia. A settembre dello stesso anno è arrivata seconda alla Coppa Bingsheng, una competizione femminile internazionale a cui ha partecipato come rappresentante australiana, dietro la sudcoreana Park Ji-eun. A fine ottobre è stata promossa 2 dan. A novembre dello stesso anno ha partecipato ai XVI Giochi asiatici nella rappresentativa taiwanese, contribuendo alla vittoria della medaglia di bronzo nella competizione femminile a squadre con tre vittorie (due volte contro Mika Yoshida) e tre sconfitte.
Nel 2011 è stata promossa 5 dan per la prestazione nella Coppa Bingsheng dell'anno precedente ed è arrivata seconda a pari merito nella prima edizione del Mingren femminile.
Nel 2012 è stata promossa 6 dan.
Nel 2015 ha vinto la prima edizione dello Zuiqiang femminile ed è stata promossa 7 dan.
Nel 2016 ha firmato un contratto con la casa discografica taiwanese Seed Music (種子音樂) per comparire in produzioni televisive e commerciali. Ha anche vinto la seconda edizione dello Zuiqiang femminile sconfiggendo Yang Zixuan.
Nel 2017 ha vinto la terza edizione dello Zuiqiang femminile sconfiggendo Yu Lijun.
Nel 2018 è arrivata seconda nella prima edizione della Coppa Senko, sconfitta dalla cinese Yu Zhiying.
Nel 2019 ha vinto la quinta edizione dello Zuiqiang femminile sconfiggendo nuovamente Yang Zixuan.
È apparsa in My Missing Valentine, un film romantico taiwanese del 2020, vincitore di alcuni premi, come una impiegata in un ufficio postale.
Nel 2022 è arrivata ai quarti di finale della 5ª edizione della Wu Qingyuan Cup, sconfiggendo le due cinesi Rui Naiwei e Yu Zhiying, ma perdendo contro la sudcoreana Kim Chae-yeong.
È stata selezionata come membro della squadra taiwanese di go ai XIX Giochi asiatici del 2023, con la quale ha disputato la competizione femminile a squadre. Nel torneo eliminatorio ha ottenuto una vittoria e tre sconfitte, contro la sudcoreana Kim Chae-young, contro la giapponese Fujisawa Rina e contro la cinese Li He: la squadra taiwanese è arrivata quinta, mancando l'accesso alla fase a eliminazione diretta.

## Palmarès
| Nazionali                      | Nazionali         | Nazionali |
| Tornei                         | Vittorie          | Finalista |
| ------------------------------ | ----------------- | --------- |
| Campionato femminile taiwanese | 1 (2006)          |           |
| Mingren femminile              |                   | 1 (2011)  |
| Zuiqiang femminile             | 4 (2015-17, 2019) |           |
| Totale                         | 5                 | 1         |
| Internazionali                 |                   |           |
| Coppa Bingsheng                |                   | 1 (2010)  |
| Coppa Senko                    |                   | 1 (2018)  |
| Coppa del mondo di Pair Go     |                   | 1 (2016)  |
| Totale                         | 0                 | 3         |
| Totale in carriera             | 5                 | 4         |